# 謝林伯爾鄉

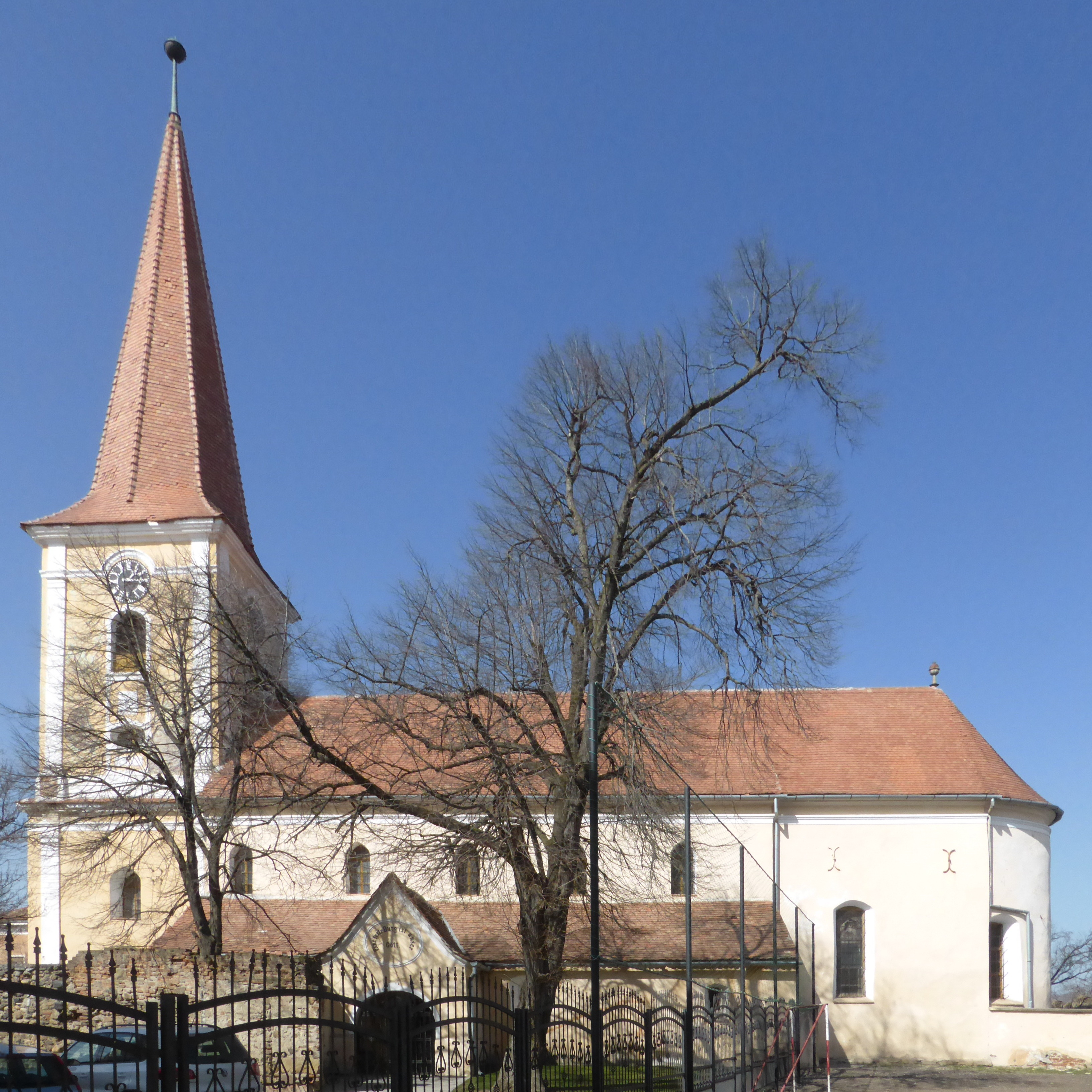

45°46′N 24°12′E / 45.767°N 24.200°E
謝林伯爾鄉（羅馬尼亞語：Comuna Șelimbăr, Sibiu），是羅馬尼亞的鄉份，位於該國中部，由錫比烏縣負責管轄，處於布加勒斯特西北面210公里，每年平均降雨量1,273毫米，海拔高度386米，2007年人口5,399。